# 歴舟川
歴舟川（れきふねかわ）は、北海道十勝総合振興局管内を流れ太平洋に注ぐ二級河川で歴舟川水系の本流である。上流域は日高山脈襟裳十勝国立公園に指定されている。河畔には北方樹木であるケショウヤナギが隔離分布している。

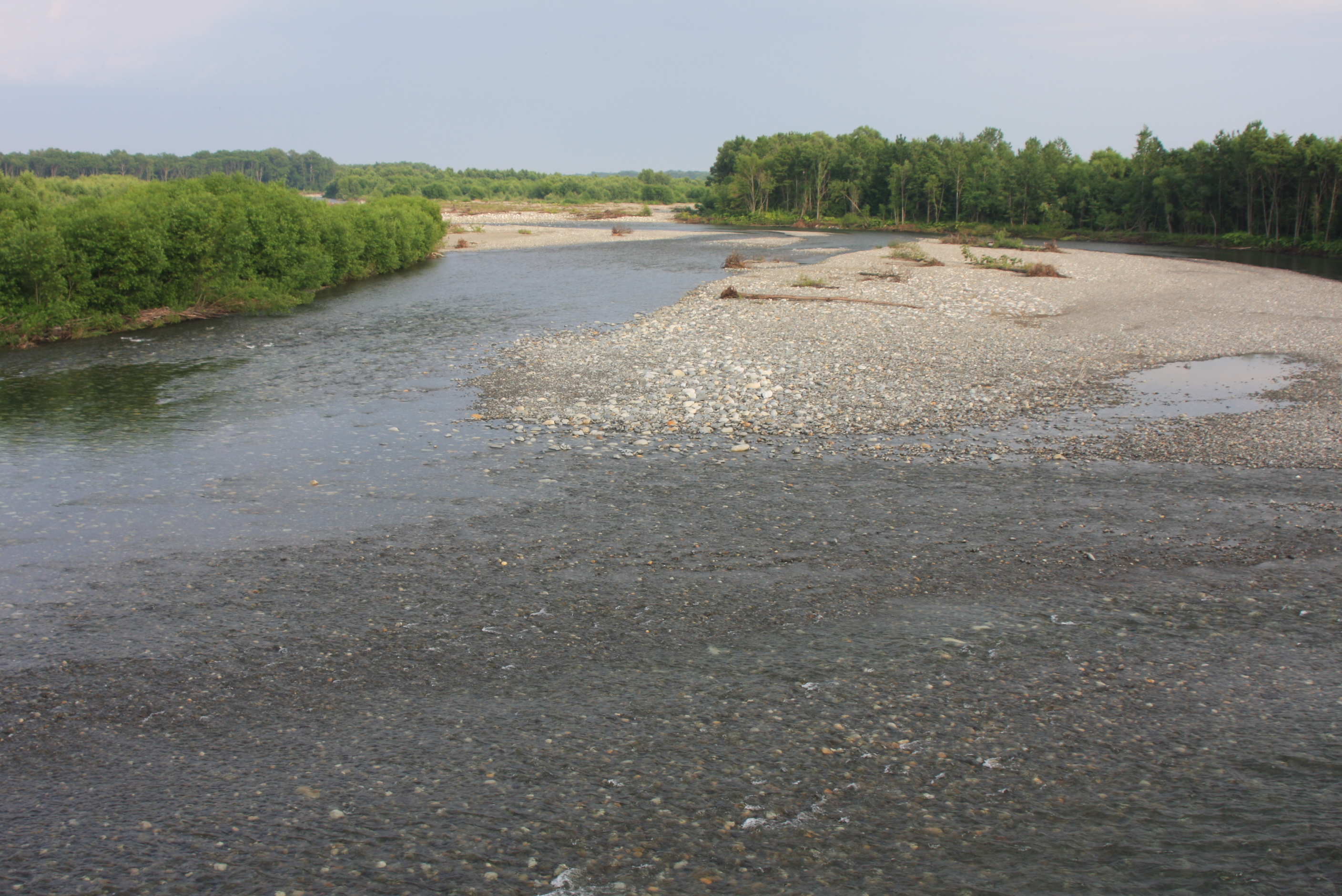
歴舟橋より望む歴舟川とケショウヤナギ林（右奥）

## 地理
北海道十勝総合振興局広尾郡大樹町、河西郡中札内村および日高振興局日高郡新ひだか町との接点にある日高山脈のコイカクシュサツナイ岳でヤオロマップ右沢として源を発し、ヤオロマップ岳から源を発するヤオロマップ左沢との合流地点で歴舟川と呼称を改め、大樹町市街を貫流して浜大樹付近の河口で太平洋に注ぐ。

## 名称の由来
アイヌ語では「水・大きい・もの」を表す「ペルㇷ゚ネイ（pe-rupne-i ）」と呼ばれた。
現在の和名は、この前半部「ペルㇷ゚ネ」に「歴舟」の字をあてたもので、当初は「へるふね」と呼んでいたものが、のちに「れきふね」と呼ばれるようになった。
また、和人による日方川（ひかた川）という別名があり、ひかた（西南風）が吹いたときに増水することからついた名であると考えられている。

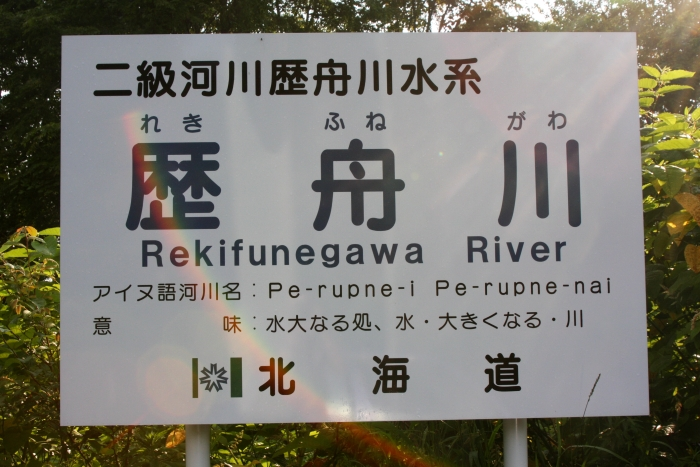
歴舟橋にある歴舟川の河川標識

## 治水および利水
昭和時代に台風などの集中豪雨により河川氾濫があったため、貫流地域である大樹町で築堤および護岸による治水工事が施されている。
水道水の他に良好な水質による乳製品プラントの工業用水および養魚用水として利水されている。

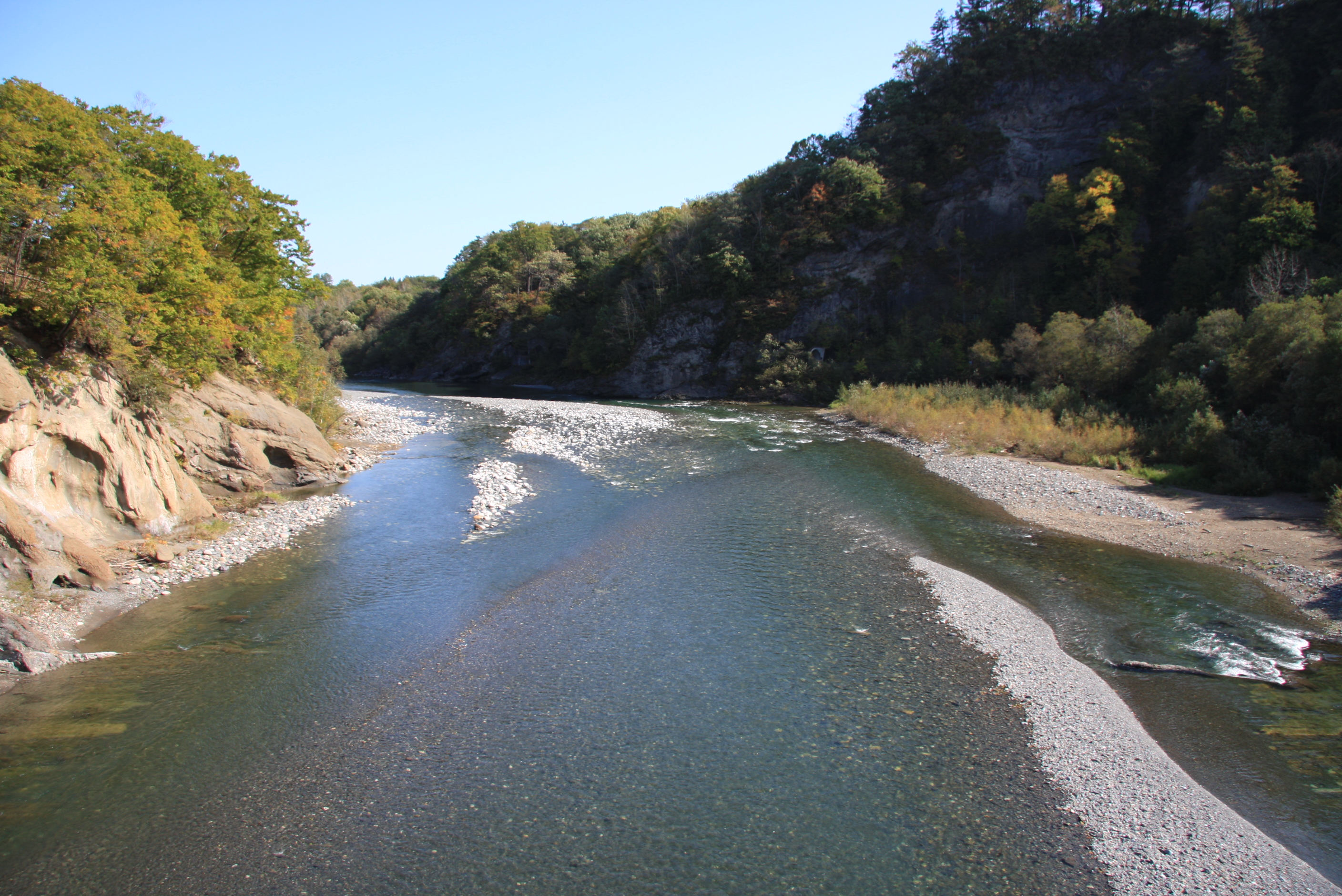
尾田橋より望む歴舟川。この付近はカムイコタンと呼ばれる景勝地である

## 流域の自治体
北海道
十勝総合振興局広尾郡大樹町

## 支流

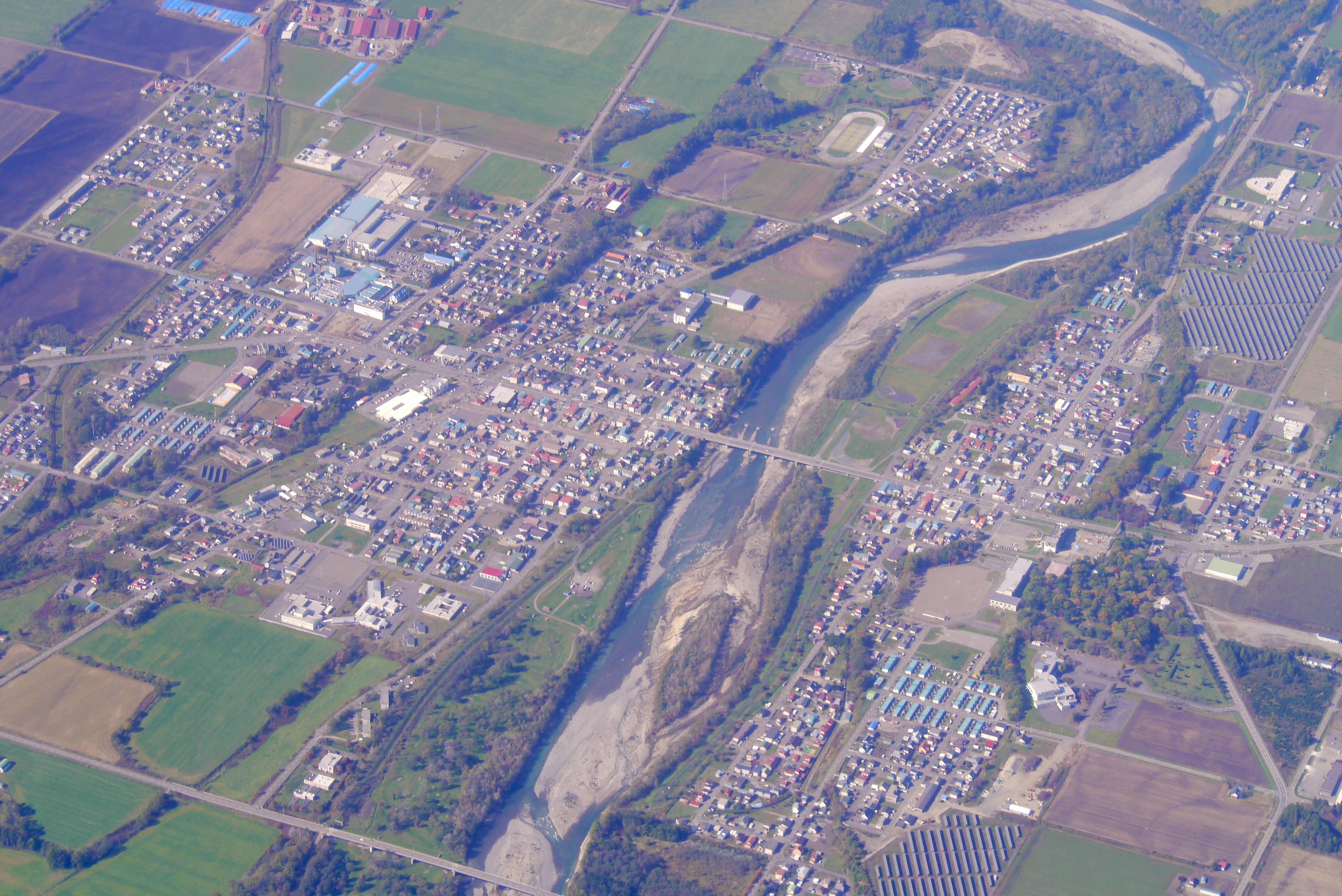
歴舟川と大樹町

括弧内は流域の自治体
- ヤオロマップ左沢（大樹町）
  - ヤオロマップ右沢（大樹町）
- キムクシュベツ川（大樹町）
- 上滝沢（大樹町）
- 一の沢川（大樹町）
- ポンヤオロマップ川（大樹町）
- ペンケ日方川（大樹町）
- 歴舟中ノ川[6]（大樹町）　※旧名：ルートルオマップ川[7]
- ヌビナイ川（大樹町）
- ペンケタイキ川（大樹町）
- パンケタイキ川（大樹町）
- 振別川（大樹町）
- メム川（大樹町）

## 主な橋梁
- 相川橋 - 北海道道1002号光地園尾田線
- 尾田橋 - 北海道道622号幸徳大樹停車場線
- 神威大橋 - 北海道道622号幸徳大樹停車場線
- 大樹橋 - 国道236号
- ふるさと大橋
- 歴舟橋 - 国道336号